# Humanos (banda)
Humanos es el nombre de una banda musical portuguesa, formada en el año 2004, con el objetivo de cantar temas inéditos de António Variações.

## Descripción
La banda está formada por Camané, David Fonseca, Manuela Azevedo y Hélder Gonçalves (del grupo Clã), Nuno Rafael, João Cardoso (Bunnyranch) y Sérgio Nascimento. Las voces estuvieron a cargo de Manuela Azevedo, Camané y David Fonseca. Los restantes miembros están relacionados con los instrumentos musicales.
Las canciones cantadas por el grupo son de la autoría de António Variações y habían sido entregadas por su hermano Jaime Ribeiro a David Ferreira, administrador de EMI, en una caja que contenía diversos casetes que se habían perdido durante algunos años, hasta el cambio de instalaciones de la empresa.
El álbum de estreno Humanos fue un gran éxito, obteniendo disco de platino.
El grupo brindó algunos conciertos: en el Super-Rock y el Festival de Sudoeste. El 4 de diciembre de 2006 fue oficialmente desaparecida con el lanzamiento de un CD y dos DVD.

## Discografía
- Humanos (2004)
- Humanos ao Vivo (2006)

## Canciones

### Humanos
1. A Teia
2. Quero É Viver
3. Muda De Vida
4. Na Lama
5. A Culpa É Da Vontade
6. Maria Albertina
7. Rugas
8. Gelado De Verão
9. Amor De Conserva
10. Já Não Sou Quem Era
11. Não Me Consumas
12. Adeus Que Me Vou Embora

### Humanos ao Vivo
1. Na Lama
2. A Culpa É Da Vontade
3. A Teia
4. Estou Além
5. Maria Albertina
6. Já Não Sou Quem Era
7. Adeus Que Me Vou Embora
8. Anjinho da Guarda
9. Amor De Conserva
10. O Corpo é que Paga
11. Gelado De Verão
12. Hardcore (1º Escalão)
13. Rugas
14. Eu Estava a Pensar Agora Em Ti
15. Não Me Consumas
16. Quero É Viver
17. Muda De Vida